# Andrea del Sarto
Pour les articles homonymes, voir Sarto.
Ne doit pas être confondu avec la pièce d'Alfred de Musset André del Sarto.
Andrea del Sarto (André del Sarte en France au XIXe siècle), de son vrai nom Andrea d'Agnolo di Francesco di Luca ou Andrea d'Agnolo di Francesco di Luca di Paolo del Migliore Vannucchi ou plus simplement Andrea Vannucchi, né le 16 juillet 1486 à Gualfonda près de Florence et mort le 29 septembre 1530 à Florence, est un peintre italien de la Haute Renaissance et du début du maniérisme. Il est connu comme un remarquable décorateur de fresques, un peintre de retables, portraitiste, dessinateur et coloriste. Bien que très apprécié de son vivant en tant qu'artiste « senza errori » (« sans erreurs »), sa renommée est éclipsée après sa mort par celle de ses contemporains Léonard de Vinci, Michel-Ange et Raphaël.

## Biographie

### Jeunesse et formation
Andrea del Sarto nait Andrea d'Agnolo di Francesco di Luca à Florence le 16 juillet 1486. Il est un des quatre fils d'un tailleur (en italien Sarto) du nom d'Agnolo de Francesco et de Costanza de Silvestro, elle-même fille d'un tailleur. Depuis 1677, certains lui attribuent le nom de famille Vannucchi, mais avec peu de documentation. En 1494, à sept ans, il devient apprenti d'un orfèvre, puis chez Gian Barile, peintre mineur, mais sculpteur sur bois habile qui a été employé par Raphaël, avec qui il reste jusqu'en 1498. Selon son défunt biographe Giorgio Vasari, au vu de ses considérables progrès, Barile le confie à l'atelier de Piero di Cosimo ; il ira plus tard chez Raffaellino del Garbo :

« Le jeune Andrea del Sarto, passait tous ses instants de liberté dans la « Salle du pape » à Santa Maria Novella, pour étudier le carton de Michel-Ange pour La Bataille de Cascina et celui de Léonard pour La Bataille d'Anghiari. »

— Vasari
Andrea et son ami plus âgé Franciabigio décident d'ouvrir un atelier ensemble sur la Piazza del Grano. Leur première œuvre est peut-être le Baptême du Christ pour la congrégation florentine de la Compagnia dello Scalzo, début d'une longue série de fresques monochromes en grisaille. Au moment où le partenariat est dissous, le style de Sarto est marqué par son individualité : selon l' Encyclopædia Britannica, il « est marqué tout au long de sa carrière par un intérêt, exceptionnel chez les Florentins, pour les effets de couleur et d'atmosphère et par une informalité sophistiquée et l'expression naturelle de l'émotion ».
Il est admis le 12 décembre 1508 dans la corporation des peintres, l'Arte dei Medici e Speziali ; de cette année datent ses premières œuvres.

### Fresques de la basilique de la Santissima Annunziata
Les moines du couvent de la Santissima Annunziata lui commandent de finir, avec Franciabigio et Andrea di Cosimo, les fresques commencées en 1460 par Alesso Baldovinetti, poursuivies ensuite par Cosimo Rosselli. De 1509 à 1514, l'Ordre des Servites de Marie emploie Del Sarto, Franciabigio et Andrea di Cosimo dans un programme de fresques à la basilique de la Santissima Annunziata de Florence.
Sarto réalise sept fresques, dont cinq illustrent la Vie et les miracles de Philippe Benizi, un saint servite décédé en 1285 (canonisé en 1671). Il les exécute rapidement, les achevant un an après dans la Loggia dei Servi di Maria, sur le parvis ou atrium (le chiostro dei voti) devant la basilique. Elles représentent le saint guérissant un lépreux grâce au don de sa sous-tunique, prédisant la mauvaise fin de certains blasphémateurs et soignant une jeune fille possédée par un diable. Les deux dernières fresques de la série représentent la guérison d'un enfant sur le lit de mort de Filippo Benizzi et la guérison d'adultes et d'enfants malades grâce à son vêtement, une relique conservée dans l'église. Les cinq fresques sont achevées avant la fin de 1510. Le contrat initial lui demande également de peindre cinq scènes de la vie et des miracles de saint Sébastien, mais il déclare aux Servites qu'il ne souhaite plus poursuivre le deuxième cycle, probablement en raison de la faible rémunération. Les Servites le convainquent de réaliser deux autres fresques sur le parvis sur un sujet différent : une Procession des Mages (contenant un autoportrait) achevée en 1511 et une Nativité de la Vierge. Ces peintures sont appréciées et valent à Sarto le surnom d'« Andrea senza errori » (Andrea le parfait) pour la justesse des contours. Vers 1512, il peint une Annonciation dans l'église San Gallo, aujourd'hui au palais Pitti, et un Mariage de Sainte Catherine (à Dresde).
Il voyage probablement à Rome vers 1510, où il a dû découvrir les développements picturaux de Raphaël, utilisés dans le Procession des Mages de 1511 et ensuite dans la Nativité de la Vierge de 1514.
En 1514, Andrea a terminé ses deux dernières fresques dans le Chiostro dei Voti, dont son chef-d'œuvre, la Nativité de la Vierge, qui fusionne l'influence de Léonard de Vinci, Domenico Ghirlandaio et Fra Bartolomeo. En novembre 1515, il a terminé dans le cloître voisin de la Confrérie de Saint-Jean-Baptiste, communément connu sous le nom de cloître du Scalzo, l'Allégorie de la justice et la Prédication de saint Jean-Baptiste dans le désert, suivies en 1517 par Jean baptisant le peuple, des fresques monochromes qu'il complétera après de longues interruptions, en 1526. La monochromie permet des représentations semblables aux bas-reliefs ; La Madone des Harpies du musée des Offices, de 1517, comporte d'évidentes références à Fra Bartolomeo et  rappelle une sculpture : dans une niche, dans une chaude pénombre, la Madone apparaît comme une statue sur un piédestal.
Le grand nombre des projets des années qui suivent et qui ont fait la renommée d'Andrea comme dessinateur, révèlent les leçons qu'il tire de l'étude de Michel-Ange, comme dans le visage de l'Enfant et le bras tendu de Jean dans la Vierge à l'Enfant et saint Jean de la Galerie Borghèse.
À la fin de 1517 ou au début de 1518, il épouse Lucrezia del Fede, veuve en septembre 1516 d'un chapelier, Carlo di Domenico Berrettaio, qu'il connaît depuis plusieurs années, qui lui a déjà tenu lieu de modèle et qui continuera de l'être dans de nombreux tableaux. Vasari la décrit comme « infidèle, jalouse et méchante avec les apprentis ».

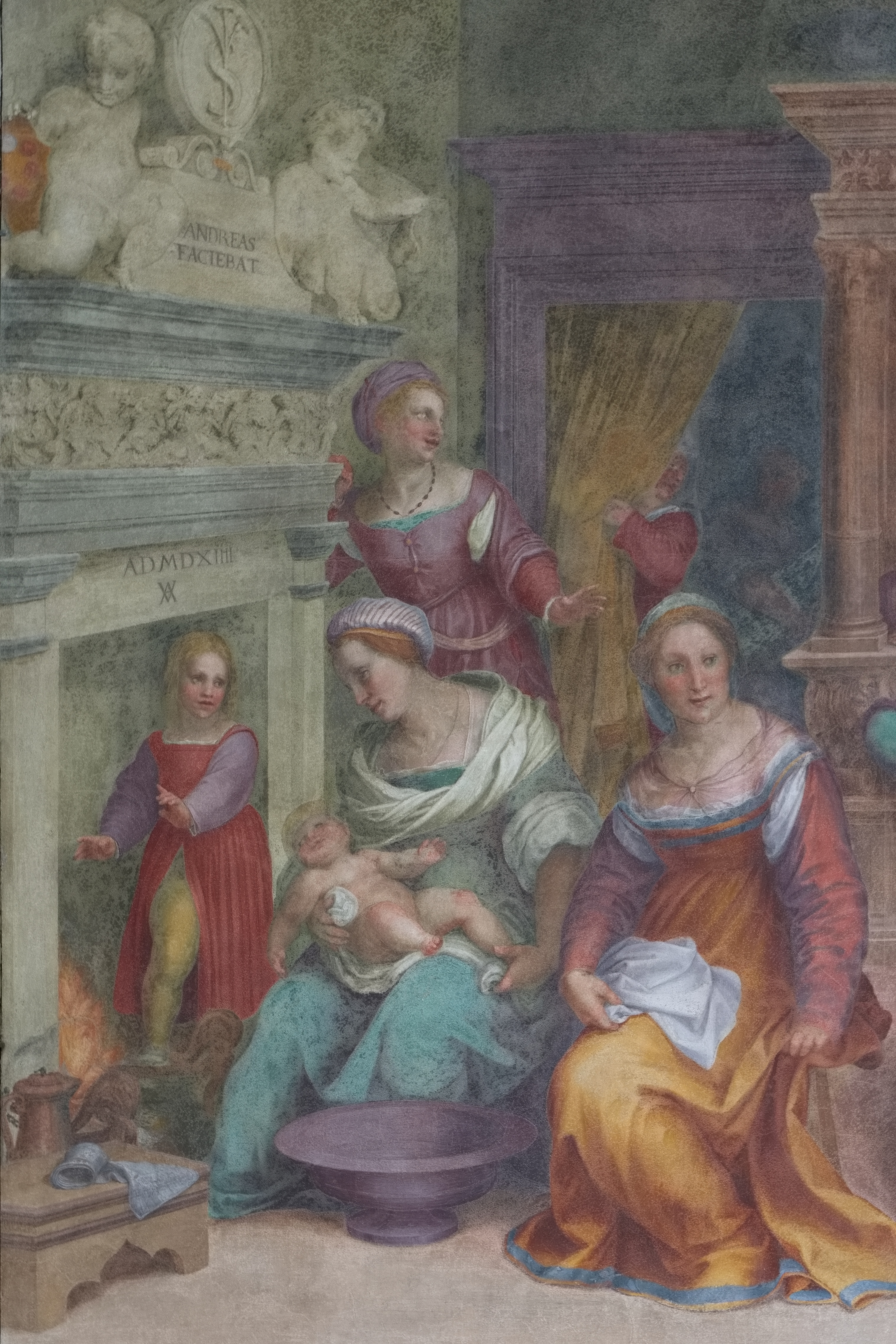
Naissance de la Vierge (détail), 1509-10, Chiostrino dei Voti, basilique de la Santissima Annunziata de Florence
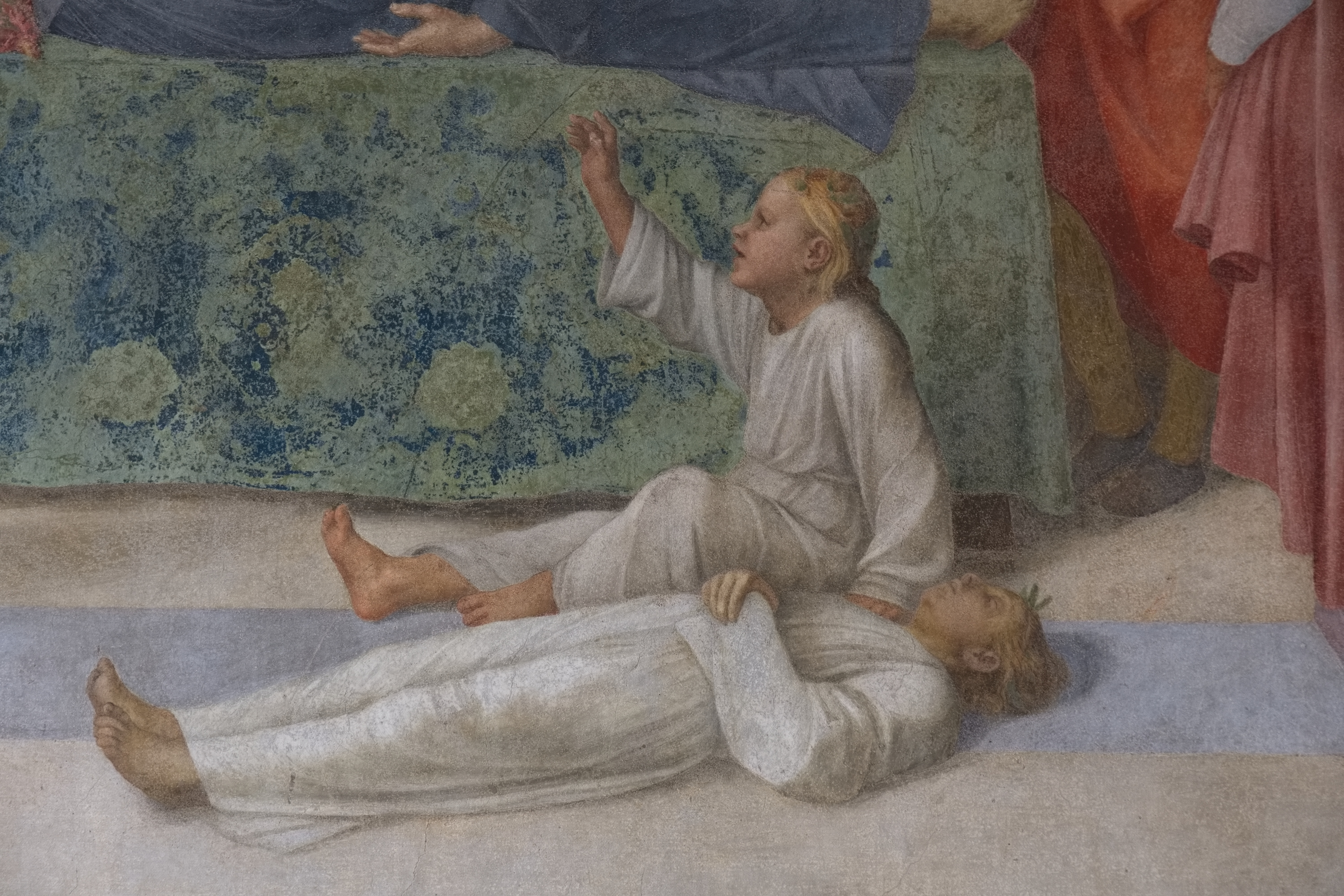
Guérison d'un enfant sur le lit de mort de Filippo Benizzi, détail, vers 1509, Chiostrino dei Voti, basilique de la Santissima Annunziata de Florence
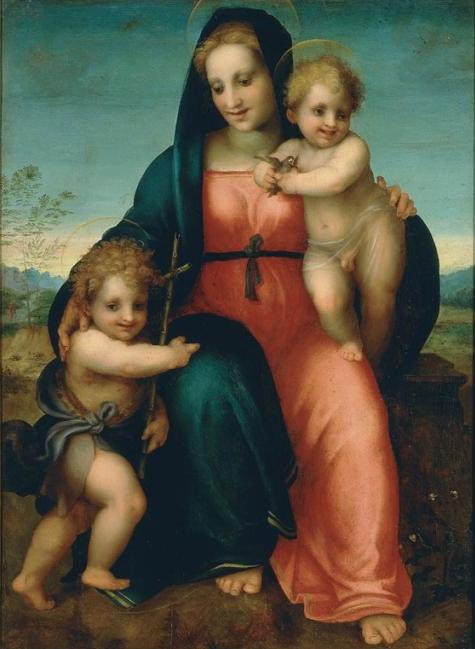
Vierge à l'Enfant et saint Jean, Galerie Borghèse

### France

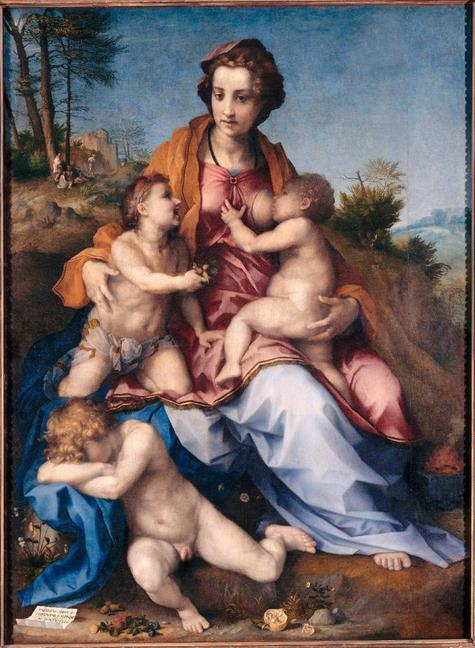
La Charité, musée du Louvre.

Avant la fin de 1516, une Pietà d'Andrea del Sarto, puis la Madonna col Bambino, santa Elisabetta e san Giovannino et La Charité du musée du Louvre, sont envoyées à la Cour de France. Cela lui vaut une invitation de François Ier en 1518 ; il se rend à Paris en juin de la même année, avec son élève Andrea Squarzzella, laissant sa femme, Lucrezia, à Florence.
Selon Giorgio Vasari, aussi élève de del Sarto, Lucrezia lui écrit et lui enjoint de revenir en Italie. Le roi acquiesce, mais seulement à la condition que son absence de France soit de courte durée. Il confie alors à Andrea une somme d'argent destinée à l'achat d'œuvres d'art pour la cour de France. Selon Vasari, Andrea prend l'argent et l'utilise pour s'acheter une maison à Florence, ruinant ainsi sa réputation et l'empêchant de revenir un jour en France. Cela provoque un conflit avec François Ier qui refuse de réintégrer Andrea dans sa cour. Aucune punition sérieuse, cependant, n'est apparemment opposée à l'artiste. L'histoire a inspiré le poème-monologue de Robert Browning « Andrea del Sarto, « le peintre infaillible » » (1855) , qui est maintenant considéré par certains historiens comme apocryphe.

### Travaux ultérieurs à Florence et mort
En 1520, Andrea del Sarto reprend ses travaux à Florence et exécute la Foi et la Charité dans le cloître du Scalzo, puis la Danse de Salomé, La Décollation de saint Jean-Baptiste, La Présentation de la tête de saint Jean à Hérode, une Allégorie de l'Espoir, l' Apparition des anges à Zacharie (1523) et la Visitation monochrome. Cette dernière est peinte à l'automne 1524, après le retour d'Andrea du Mugello, où une épidémie de peste bubonique à Florence l'avait chassé, lui et sa famille, réfugiés dans le monastère San Piero a Luco. Il rajeunit les traditionnelles images des Pietà florentines, visibles dans les compositions de Vienne et du palais Pitti, cette dernière, inspirée de la Pietà de Fra Bartolomeo.
En 1523, il peint une copie de Léon X et deux cardinaux par Raphaël ; cette copie se trouve aujourd'hui au musée de Capodimonte à Naples, tandis que l'original demeure au Palais Pitti. Le tableau de Raphaël appartenait à Ottaviano de Médicis et avait été commandé par Frédéric II de Mantoue. Ne voulant pas se séparer de l'original, Ottaviano demande à Andrea d'en produire une copie, qu'il transmet au duc comme original. L'imitation est si fidèle que même Giulio Romano, qui a lui-même participé à l'original dans une certaine mesure, est complètement dupe ;  des années plus tard, en montrant la copie à Vasari, qui connaissait la vérité, il n'est convaincu qu'elle n'est pas authentique que lorsque Vasari lui fait remarquer une marque secrète sur la toile.

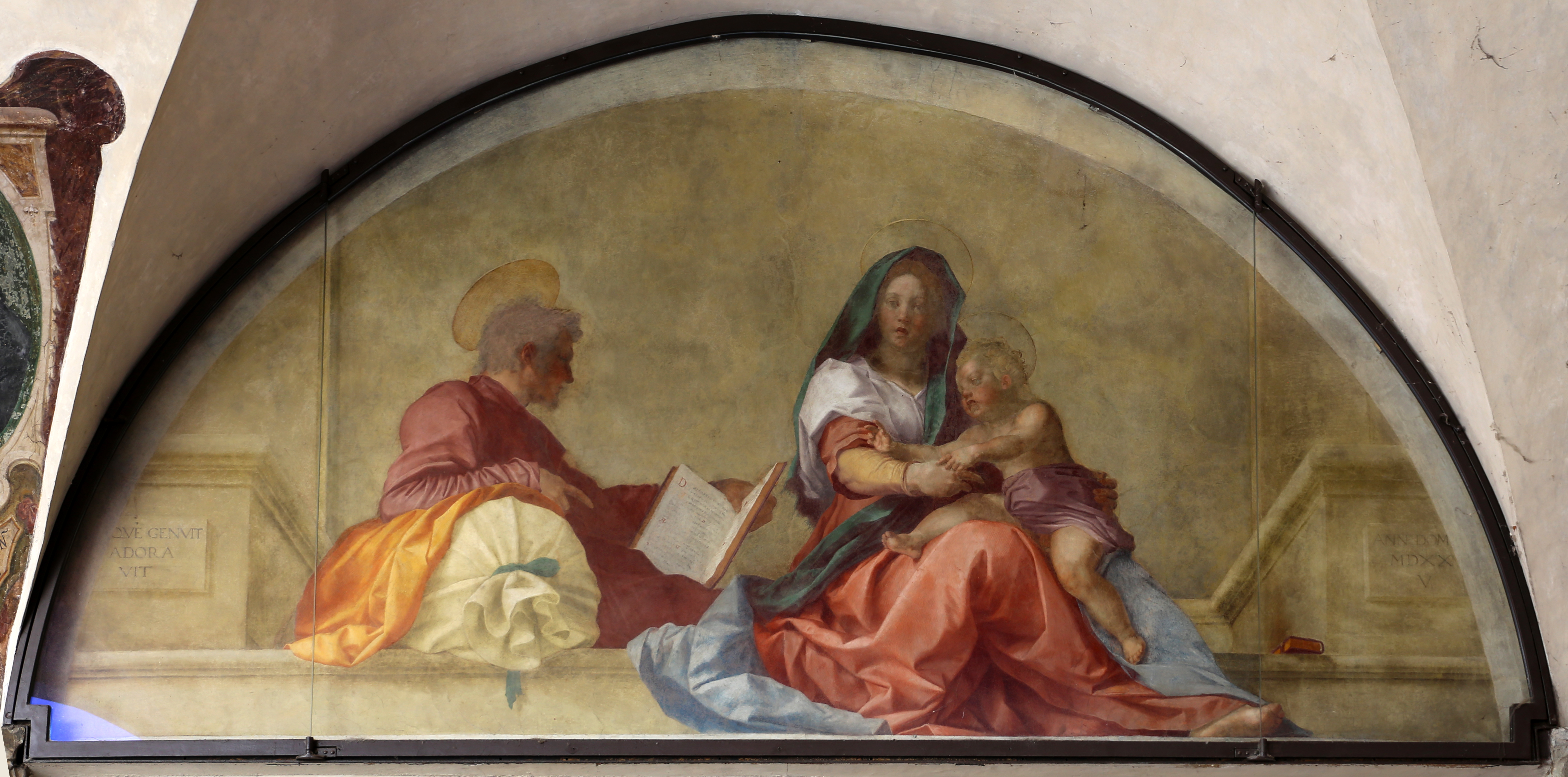
La Vierge au sac, 1525.

En 1525, il revient peindre dans le cloître de la basilique de la Santissima Annunziata La Vierge au sac , une fresque en tympan appelé ainsi à la suite d'un saccage (selon une des hypothèses) ou d'après un sac contre lequel Joseph est représenté appuyé. Dans ce tableau, la robe généreuse de la vierge et son regard indiquent son influence sur le premier style de son élève Pontormo.
Sa dernière œuvre est la Nativité du Baptiste (1526). L'année suivante, il achève sa dernière fresque importante, une Cène sur le mur du fond du réfectoire du couvent San Salvi, dans laquelle tous les personnages semblent être des portraits. L'église est aujourd'hui le musée du Cenacolo di San Salvi.
Andrea meurt à Florence à l'âge de 44 ans lors d'une épidémie de peste bubonique fin septembre 1530, après le siège de Florence (1529-1530). Il est enterré sans cérémonie par la Vénérable archi-fraternité de la Miséricorde de Florence dans le sol de la chapelle des peintres de la basilique Santissima Annunziata avec quatorze autres artistes. Dans La vie des artistes, Vasari affirme qu'Andrea n'a reçu aucune attention de la part de sa femme pendant la phase terminale de a maladie. Cependant, il est bien connu à l'époque que la peste est très contagieuse, on a donc supposé que Lucrezia a eu simplement peur de contracter cette maladie virulente et souvent mortelle. Si cela s’avère vrai, cette prudence bien fondée a été récompensée : elle a survécu 40 ans à son mari.

## Critiques
C'est Michel-Ange qui a introduit Vasari en 1524 dans l'atelier d'Andrea. On dit qu'il accordait une grande importance à ses talents. Parmi ceux qui suivent son style à Florence, les plus marquants sont Jacopo Pontormo, mais aussi Rosso Fiorentino, Francesco Salviati et Jacopino del Conte. Bernardo del Buda, Lamberto Lombardi, Nannuccio Fiorentino et Andrea Squazzella sont d'autres assistants et élèves moins connus.
Vasari, cependant, est très critique à l'égard de son maître, alléguant que, bien qu'ayant tous les prérequis d'un grand artiste, il manque d'ambition et de ce feu divin d'inspiration qui anime les œuvres de ses contemporains les plus célèbres : Léonard de Vinci, Michel-Ange et Raphaël.

## Galerie

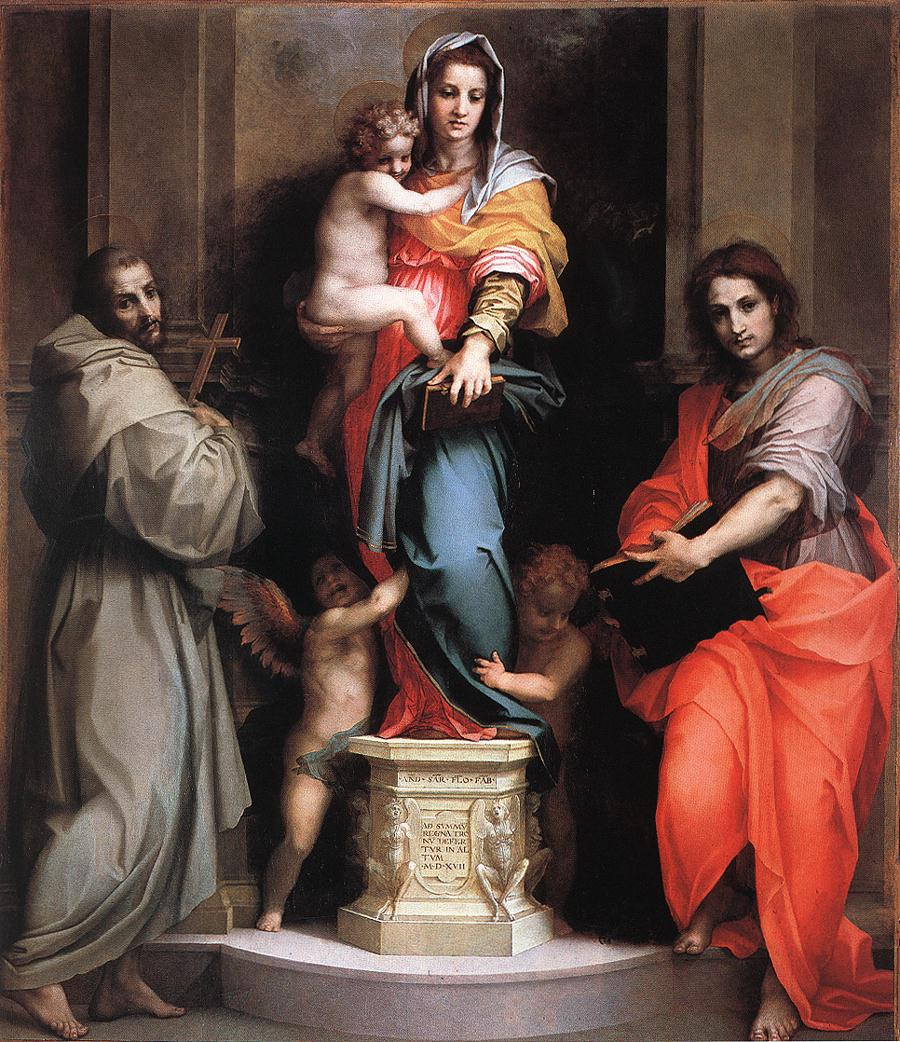
La Madone des Harpies (1517). 208 × 178 cm.
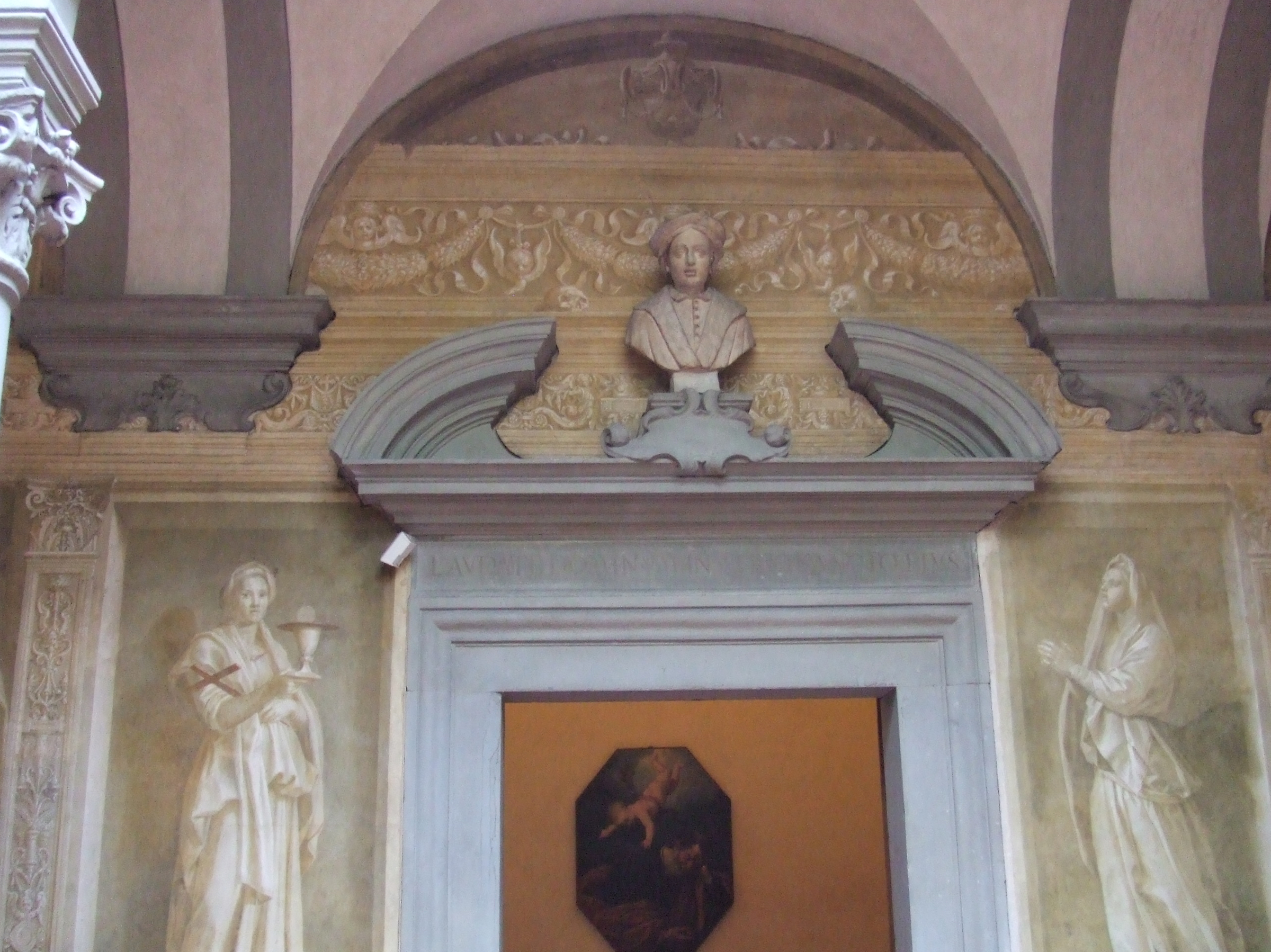
Son buste au-dessus d'une porte au cloître du Scalzo.
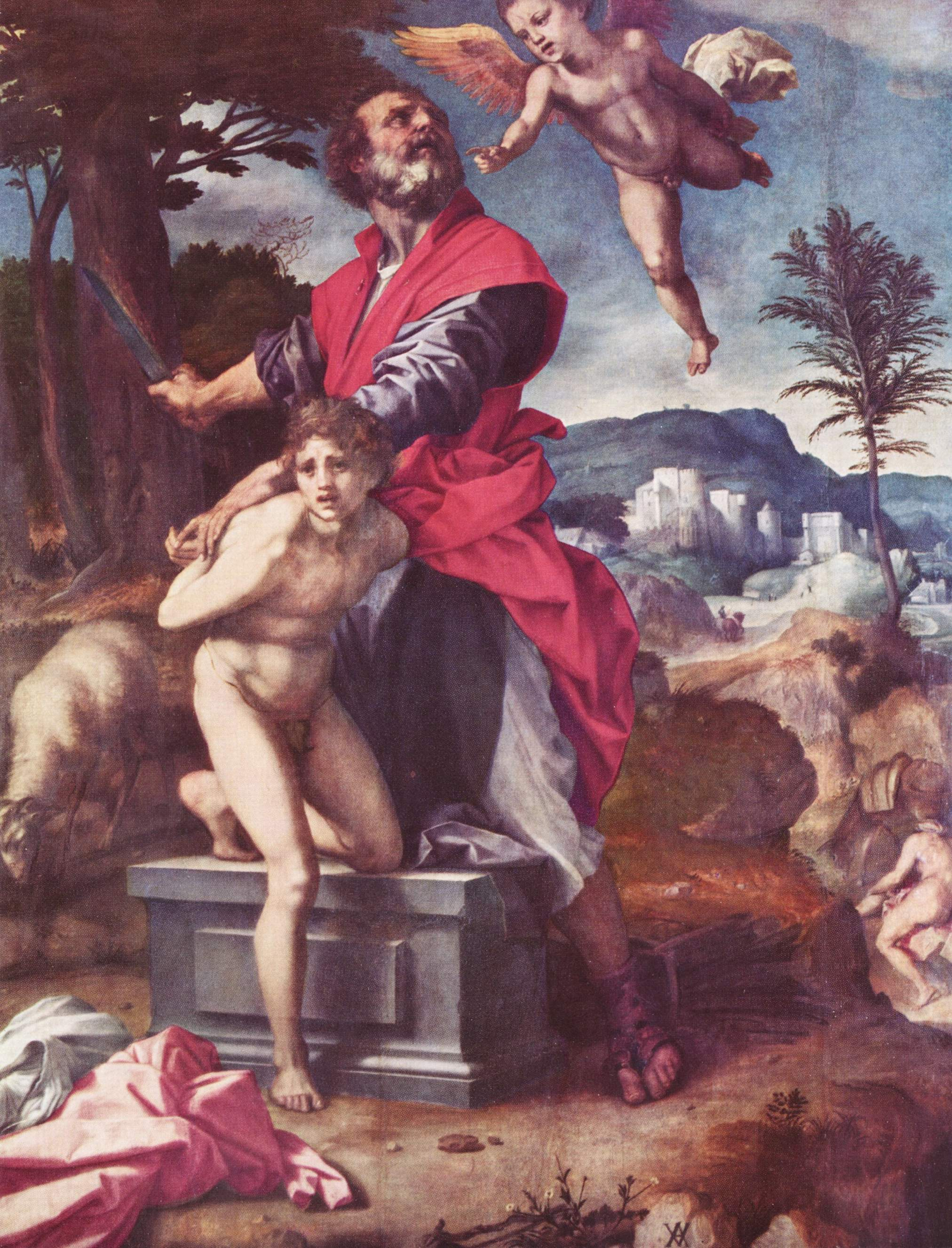
Le Sacrifice d’Isaac, 1527-29.
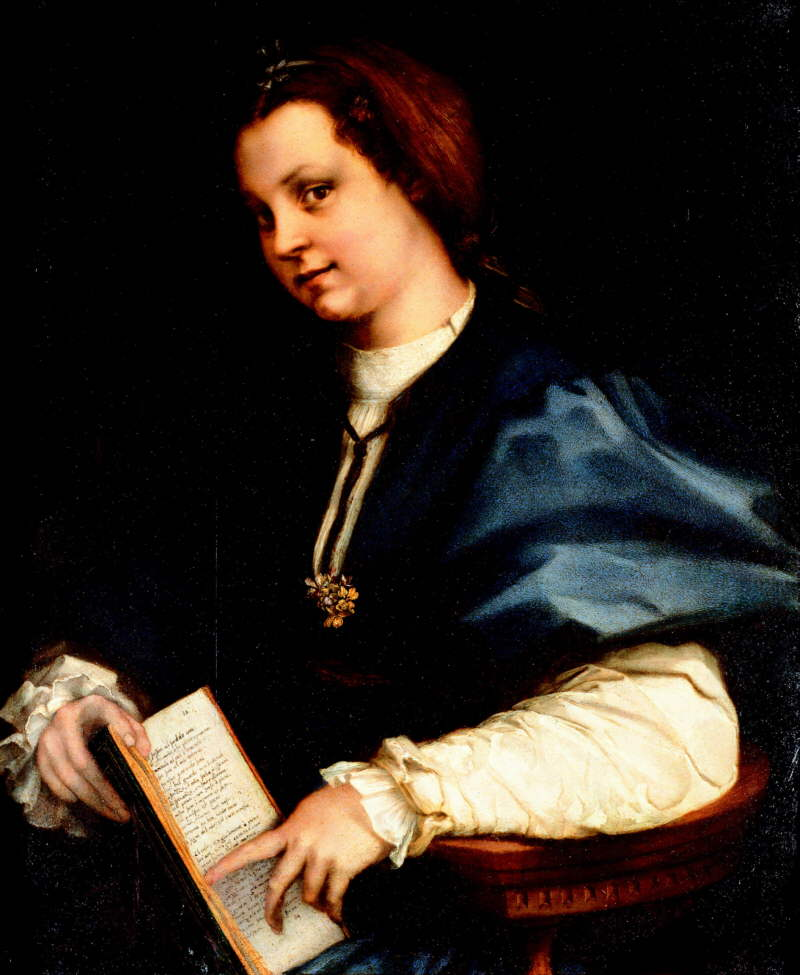
Dama col : Lady with a book of Petrarch's rhyme, 1528 et 1529.
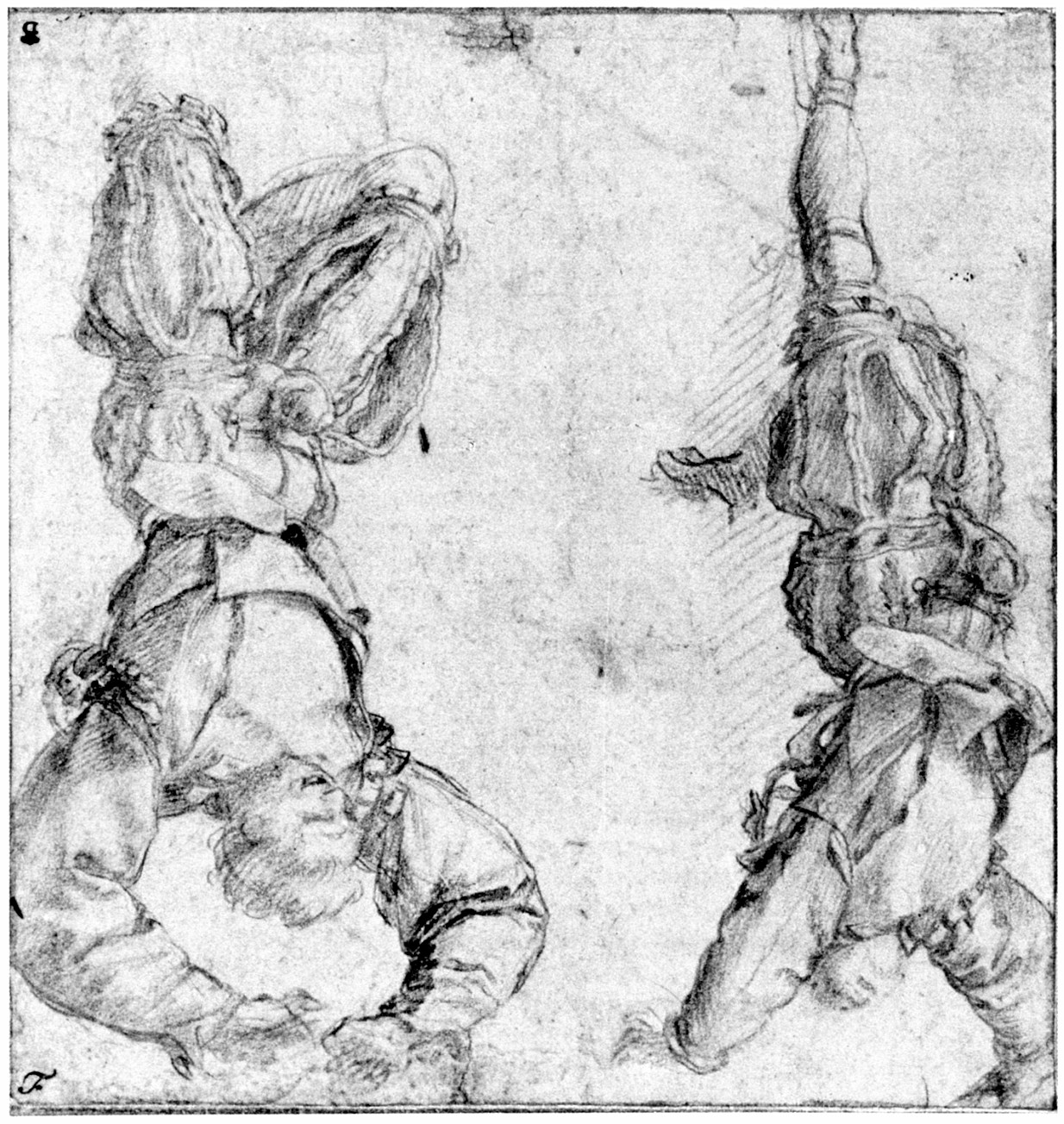
Dessins préparatoires figurant une exécution infamante à l'époque, réservée aux traitres et aux Juifs en Allemagne et en Italie, 1529-1530.
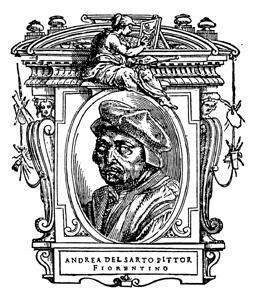
Gravure d'après son autoportrait dans Le Vite de Giorgio Vasari, édition de 1568.

## Œuvres

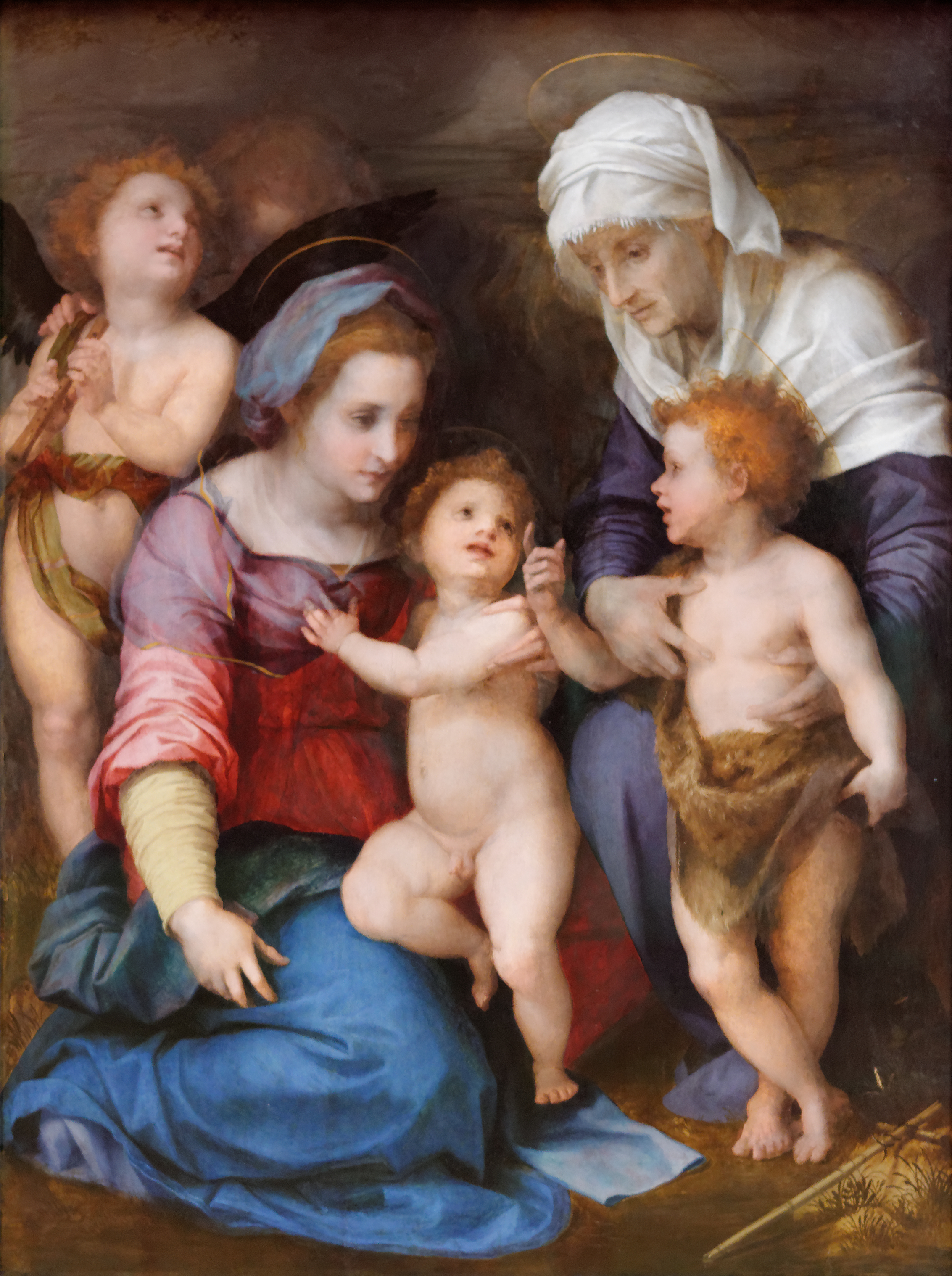
Vierge à l'Enfant avec Sainte Élisabeth, Jean le Baptiste enfant et un ange. Neue Pinakothek, Munich.

### À Florence
- Musée d'Orsanmichele : Marie Madeleine (1509)
- Palazzo Davanzati : Icare (ca. 1508)
- Musée San Marco : Visitation (ca. 1509)
- Basilique de la Santissima Annunziata : fresques du cloître San Lucca : Le Sauveur (ca. 1515)
- Cloître du Scalzo :
  - Baptême du Christ (1510)
  - La Charité (1513)
  - Prédication de Jean Baptiste  (1515)
  - La Justice  (1515)
  - Saint Jean le Baptiste (1516)
  - L'Arrestation de saint Jean Baptiste (1517)
  - La Danse de Salomé  (1521)
  - Décollation de saint Jean Baptiste
  - Présentation de la tête de saint Jean Baptiste
  - L'Espérance
  - La Foi
  - L'Annonce à Zacharie  (1523)
- Palais Pitti (galerie Palatine) :
  - La Visitation (ca. 1512)[pas clair]
  - L'Annonciation (1512) huile sur bois, 185 × 174 cm. Haut cintré destinée à couronner le retable La Vierge et les Saints de l'église San Francesco à Sarzana
  - Scènes de la vie de Joseph (1515) peinture sur bois, 98 × 135 cm. Deux panneaux issus d'un décor de quinze panneaux de la chambre nuptiale de Pierfrancesco Borgherini et Margherita Acciaoli.
  - Dispute sur la Sainte Trinité (ca. 1517)
  - L'Assomption de la Vierge dite Assunta Panciatichi (1522- 1525)
  - L'Assomption de la Vierge dite Assunta Passerini (1526)
  - Madone en gloire et saints dite en italien Pala Gambassi (1528)
  - Vierge en gloire avec quatre saints dite en italien Pala Poppi (1530)
  - Pietà (ca. 1523)
  - Sainte Famille (ca. 1528)
  - Retable Gambassi (ca. 1528)
  - Saint Jean Baptiste ou Le Petit Saint Jean (1523)
  - Vierge à l'Enfant et saints (1527)
  - Vierge à l'Enfant avec sainte Élisabeth et saint Jean  (1529)
  - Retable de saint Godenzo  (1529)
- Musée du Cenacolo di San Salvi :
  - La Cène (1524)
  - Cinq saints  (1511)
  - Le Christ mort (ca. 1524) et autres œuvres
- Galerie des Offices :
  - Portrait de Dame au corbillon de fuseaux (1514-1515)[18]
  - La Madone des Harpies, huile sur bois (1517)
  - Noli me tangere (ca. 1510)
  - Portrait de Baccio Bandinelli (ca. 1516)
  - Moïse défend les filles de Jethro (1523-1524)
  - Saint Jacques (ca. 1528). Bannière processionnelle pour la confrérie de Saint Jacques
  - La Dame lisant Pétrarque (ca. 1528)
  - Panneaux latéraux du retable de Vallombrosa commandé au Pérugin en 1498 et aujourd'hui dispersé[19], 184 × 186 cm :
    - gauche : Saint Michel archange et Saint Jean Gualbert
    - droite : Saint Jean Baptiste et Saint Bernard degli Uberti
- Corridor de Vasari (galerie des autoportraits du musée des Offices) :
  - Autoportrait (ca. 1528)

### Autres musées en Italie
- Pise, Duomo : Sainte Agnès, Saintes Catherine et Marguerite, Saints Pierre et Jean Baptiste (1530 circa).
- Poggio a Caiano, villa médicéenne de Poggio a Caiano : Le Tribut de César (1521 - complété par Alessandro Allori).
- Rome :
  - Galleria Borghese : Pietà et Saints, prédelle (1508), Vierge à l'Enfant avec saint Jean (ca. 1515).
  - Galleria Nazionale d'Arte Antica : Vierge à l'Enfant (ca. 1508), Sainte Famille (ca. 1528).

### Musées de Grande-Bretagne
- Alnwick Castle : Portrait de jeune homme (ca. 1511)
- Londres, National Gallery, Portrait d'homme (v. 1518)[20]
- Londres, Wallace Collection : Vierge à l'Enfant avec saint Jean (ca. 1519)
- Édimbourg, Galerie nationale d'Écosse, Portrait de Domenico da Gambassi dit 'Becuccio bicchieraio'  (1525)
- Château de Windsor : Portrait de dame (ca. 1528)

### Autres musées dans le monde
- Art Institute of Chicago : Portrait de Domenico da Gambassi dit « Becuccio bicchieraio »), Portrait de la femme de Domenico da Gambassi (ca. 1528)
- Cleveland Museum of Art : Le Sacrifice d'Isaac (1527 - 1530)
- Collection Corsham Court : Saint Jean Baptiste dans le désert (ca. 1517)
- Dresde, Staatliche Kunstsammlung : Mariage mystique de sainte Catherine (ca. 1512) Sacrifice d'Isaac (1527- 1530)
- Madrid, musée du Prado : Portrait de Lucrèce (ca. 1513), Madone de l'échelle (ca. 1522), Sacrifice d'Isaac (1527- 1530)
- Naples, musée Capodimonte : Léon X et deux cardinaux, copie de Raphaël (1525)
- New York, Metropolitan Museum of Art : La Sainte Famille Borgherini (ca. 1527)
- Paris, musée du Louvre : Vierge à l'Enfant, Élisabeth, Jean Baptiste et deux anges (ca. 1516), Sainte Famille (ca. 1517), La Charité (1518)[21]
- Vienne, musée d'histoire de l'art, Tobie (ca. 1511), Pietà (ca. 1521)
- Washington, National Gallery of Art : La Charité (1528)
- Paris, Beaux-Arts de Paris :
  - Homme tirant son épée[22], sanguine et estompe, H. 0,277 ; L. 0,155 m. Au verso : Enfant en buste, le bras droit levé, biffé à la pierre noire. Cette étude est la seule feuille à ce jour connue pour L'Arrestation de saint Jean-Baptiste, l'une des fresques du décor du cloître de Scalzo, réalisé entre 1510 et 1526, sur le thème de la vie de saint Jean-Baptiste. Le dessin au verso correspond vraisemblablement à une première pensée pour l'un des anges de La Madone des Harpies[23].
  - Tête de jeune fille[24], sanguine, H. 0,235 ; L. 0,178 m. Etude pour la Pietà de la Galleria Palatina, Palais Pitti à Florence. Retable commandé par les religieuses de l'ordre des Camaldules au couvent de San Piero de Lucques, conçu entre 1523 et 1524. La Tête de jeune fille présente des similitudes avec la figure de sainte Catherine, aux pieds de saint Paul[25].
  - Portrait de jeune femme[26], sanguine et traces de pierre noire sur un papier légèrement lavé de sanguine, H. 0,275 ; L. 0,208 m. Au verso : esquisse de la même étude. Annotations à la sanguine au recto et au verso. Feuille rapprochée du Portrait de Jeune femme avec un Petrarchino, Galerie des Offices, Florence (ca. 1528)[27].

## Hommages
- André del Sarto, drame en trois actes d'Alfred de Musset, publié en 1833, représenté en 1849, dans laquelle Andrea del Sarto, trahi par sa femme Lucrèce (Lucrezia del Fede), finit par se suicider ;
- Andrea del Sarto, opéra de Daniel-Lesur d’après Alfred de Musset, créé en 1969 à l'opéra de Marseille ;
- Rue André-Del-Sarte (ancienne rue Saint-André) dans le 18e arrondissement de Paris, au pied de la butte Montmartre.